# سهم (اقتصاد)
سهم في الاقتصاد، (بالإنجليزية:stock أو capital stock) هو رأس مال لشركة يستثمره مؤسس الشركة، ويكون رأس مال الشركة بمثابة ضمان للدائنين. ويختلف رأس المال عن الملك التابع للشركة وما فيها من موجودات assets حيث قد تزيد ممتلكات الشركة أو تقل. 
ويقسم رأس مال شركة إلى أنصبة، ورأس المال الكلى أو مجموع الأنصبة لا بد وأن يُسجل رسميا عند تأسيس الشركة. 
- والسهم هو حصة في ملكية الشركة. وقد تصدر الشركة أثناء قيامها بالأعمال أنواعاً من الأسهم ذات ميزات خاصة.

- وتعني كلمة stock أيضاً البضائع والموجودات التي هي أساس كل عملية تجارية. وهي المواد الخام المعدة للتصنيع في مصنع أو المنتجات تحت التصنيع أو المنتجات والبضائع التامة الصنع.

## أنواع الأسهم
يوجد نوعان من الأسهم، سهم عادي وسهم مميز:
- السهم العادي: يحمل في العادة حق التصويت في قرارات التي تتخذها الشركة.

- السهم المميز: لا يحمل حق التصويت في مجلس المساهمين ولكن يحق له المشاركة في اكتساب حصص أرباح، قبل أن تصرف لمساهمين آخرين وقد يكون نصيبه فيه أعلى من نصيب الآخرين ذوي الأسهم العادية.[1][2]

وتوجد أسهم مميزة قابلة للتحويل convertible preferred stock، أي تحمل الخيار option لتحويل عدد من الاسهم المميزة لاقتناء عدد من الأسهم العادية. 
وقد تحمل الإصدارات الجديدة من الأسهم شروطاً قانونية تختلف عن إصدارات سابقة. وبعضها يُشترط بيعها إلى مشتري معين.

## اقرأ أيضا
- تخصيص الأموال
- حجم الأعمال (اقتصاد)
- ارتفاع حاد قصير الأجل